# 豪ノ山登輝
豪ノ山 登輝（ごうのやま とうき、1998年4月7日 - ）は、大阪府寝屋川市出身で、武隈部屋（入門時は境川部屋）所属の現役大相撲力士。本名は西川 登輝（にしかわ とうき）。身長178cm、体重164kg、血液型はB型。最高位は東前頭2枚目（2025年3月場所）。

## 来歴

### 入門前
乳幼児期はよく食べてよく寝る手の掛からない子であり、幼稚園の登園初日は自身が他の児童より一回り大きかったことから「みんな赤ちゃんやねん」と言っていた。幼稚園の年長の時に、兄が小学校で貰ったチラシを切っ掛けにわんぱく相撲の幼児の部に出場。普段は友達を押してはいけないが相撲ではそれが許されるため本人は衝撃を受けていた。寝屋川市立啓明小学校1年次から地元の寝屋川相撲連盟で相撲を始め、小学校4年次から6年次にかけてわんぱく相撲全国大会と全日本小学生相撲優勝大会に3年連続で出場した。小学校時代は稽古を休みたがることは一度もなく、稽古後に友達と遊ぶことが楽しみであった。小学生の頃から家の近所に大阪場所稽古場や宿舎を構えた境川部屋には、大阪場所が来る度に出入りしていた。そうしたことから当時より「俺は将来は多分境川部屋に入るねんな」と夢見ていた。寝屋川市立第九中学校では校長に事情を話したら相撲部を創部してくれた上に校長自らが顧問になってくれた。全中の時に埼玉栄高校の山田道則相撲部監督に声を掛けられ、懇意にしている豪栄道や妙義龍の出身である埼玉栄高校に相撲留学したいと断然意欲を示した。母は登輝が本当は高卒で入門したかったのだろうと思っていたが、高校1年生の時に怪我をした影響から高校の先生の勧めもあって中央大学法学部法律学科に進学。大学の同期には栃武蔵（菅野）らがいる。1年次に全国学生相撲選手権大会で個人ベスト32入りを経験し、主将を務めた4年次には学生選手権で個人準優勝。大相撲の三段目100枚目格付出の資格を獲得した。

### 入門から新入幕まで
大学卒業後は境川部屋に入門し、2021年3月場所で初土俵を踏んだ。2日目の菅野との一番に勝利してから6連勝とし、13日目の福島との取組は勝てば三段目優勝決定戦進出が決まる一番だったが、髷を掴む反則行為があったと認定され、反則負けで黒星となった。翌5月場所は6勝1敗として、続く7月場所で幕下に昇進。幕下3場所目の同年11月場所は首の怪我で途中休場した。
怪我から復帰した2022年1月場所は7戦全勝で幕下優勝。優勝を決めた7番目の相撲は、出場停止処分からの復帰以来負けなしだった小結経験者の竜電の連勝を13で止める一番になった。この場所後の同年2月1日付で、境川部屋付きの14代武隈（元大関・豪栄道）が独立したのに同行して武隈部屋へ転属した。一説には元豪栄道の武隈親方と同郷の寝屋川市出身である縁から武隈親方を師匠とすることは幼少期から規定路線であったという話もある。2022年5月場所は西幕下筆頭で4勝3敗とし、場所後の番付編成会議で翌7月場所での新十両昇進が決定した。武隈部屋からは初めての関取誕生となった。十両昇進に合わせて、四股名を師匠の現役時代の四股名の「豪」、本名の登輝と掛け合わせて「強く山を登って輝く」という意味の「山」を入れた「豪ノ山」に改めた。十両昇進会見では「自分の名前の登輝と字面もかっこいいと思った」と四股名の感想を口にしつつ「「1場所で落ちないよう勝ち越せるよう、今から準備して頑張りたい」と続く7月場所の抱負を語った。6月6日、師匠の14代武隈と共に同じ寝屋川市出身者同士、自身の十両昇進を記念して寝屋川市役所を表敬訪問した。6月16日の佐渡ヶ嶽部屋への出稽古では、幕内の琴勝峰と6番相撲を取って3勝3敗と素質を見せ付けた。2023年3月場所は東十両6枚目で11勝4敗の成績を残し、通常なら翌場所の新入幕も見える成績であったが、続く5月場所はわずか5枚上昇の東十両筆頭止まりと番付運の悪さに泣かされた。この場所は14勝1敗同士という極めて高レベルな優勝争いで、落合との優勝決定戦を制して優勝を決めた。十両での14勝1敗同士での優勝決定戦は史上初である。十両優勝の際には「もともと2番取る意識でした。優勝してほっとしています」とコメント。
6月12日、師匠の武隈と共に母校の中央大学に表敬訪問を行い、大村雅彦理事長らにあいさつ。大学関係者からは前に出る積極的な相撲内容などを褒められたという。対戦したい力士として、同郷の寝屋川市出身の宇良を挙げた。来場所の目標としては勝ち越しを挙げ、武隈は「前に出る力はある。2桁（白星）を目指してほしい」と期待していた。

### 新入幕以降
新入幕会見では「順調ではなかった。できればもっと早く上がりたかった」と不満を述べつつも「2桁と三賞を取れるようにしたい」「まわしにこだわらず前に、前に、どんどん出る押し相撲でいきたい」と抱負を語った。因みに会見場所は武隈部屋の宿舎のスーパー銭湯「くつろぎ天然温泉湯楽」である。7月場所は10勝5敗の成績を残し、千秋楽勝てばという条件付きで敢闘賞を受賞することになり、勝って受賞を決めた。9月場所は8枚上昇の東前頭5枚目まで最高位を更新。2023年11月場所は東前頭4枚目まで最高位を更新し、6日目に霧島を突き落としで破って大関初勝利。7日目に貴景勝を寄り切りで下した。この場所は2大関から白星を奪い、11日目の隆の勝戦の不戦勝も手伝い、8勝7敗の勝ち越し。東前頭3枚目まで最高位を更新した2024年1月場所は、6日目に豊昇龍から白星を奪った以外は見せ場が無く、5勝10敗と壁に阻まれた。西前頭6枚目まで番付を下げた3月場所は12日目終了時点で9勝3敗と優勝争いに加わった。
6月1日、高校時代の同級生の女性と4月下旬に結婚したことを明らかにした。相手の女性は高校時代は柔道部所属で、結婚1年前から交際していた。
2025年は新年からこの年の目標として新三役昇進を誓った。

## 取り口
6歳で相撲を始めてから入幕に至るまで突き押し一本の相撲は変わっていない。突き押し相撲で関取昇進を掴んだが、十両昇進時点では廻しを取って負ける相撲が多いことが課題。2023年7月場所前の同月2日の高砂部屋への出稽古の際には朝乃山との三番稽古で3勝11敗と圧倒され、同行していた師匠から「つかまったら何もできない、じゃあ、稽古にならないだろ!」などと怒声を浴びせられ、捕まった際に如何に振りほどいて突き押しの型に持っていくかが課題となった。とっさの突き落としも武器だが、貴景勝などアマチュア時代から豪ノ山を知る相手には有名な取り口なようで、肝心な場面で読まれてしまうことも。
自身と同時新入幕の伯桜鵬とは、立合いの当たりが強力な一方組まれると弱いパワー型の突き押し力士と、並以下の立合いの威力など非力が目立つがベテラン並の相撲技術の四つ力士という好対照を描いている。
2023年11月場所7日目の貴景勝戦では差すような立合いで貴景勝の引きを誘い、貴景勝が引いたところで右を差して寄り切った相撲を見せ、この日の花田虎上のコラムでも「豪ノ山の考えた相撲が光りました」と評価された。
2024年11月場所後の元武蔵丸の武蔵川親方のコラムでは、番付を上げるにはもっと当たりを強くするべきだと助言されている。

## 主な成績
2025年7月場所終了現在

### スピード記録
- 三段目付出デビューから新入幕までの所要場所数：14場所（歴代4位）

### 通算成績
- 通算成績：194勝145敗2休（27場所）
- 通算勝率：.572
  - 幕内成績：98勝97敗（13場所）
  - 幕内勝率：.503
  - 十両成績：57勝33敗（6場所）
  - 十両勝率：.633
  - 幕下成績：27勝13敗2休（6場所）
  - 幕下勝率：.675
  - 三段目成績：12勝2敗（2場所）
  - 三段目勝率：.857

### 各段在位場所数
2025年7月場所終了現在
- 通算在位：27場所
  - 幕内在位：13場所
    - 平幕在位：12場所

  - 十両在位：6場所
  - 幕下在位：6場所
  - 三段目在位：2場所

### 各段優勝
- 十両優勝：1回（2023年5月場所）
- 幕下優勝：1回（2022年1月場所）

### 三賞・金星
- 三賞
  - 敢闘賞：1回（2023年7月場所）

### 場所別成績
| | 一月場所 初場所（東京） | 三月場所 春場所（大阪） | 五月場所 夏場所（東京） | 七月場所 名古屋場所（愛知） | 九月場所 秋場所（東京） | 十一月場所 九州場所（福岡） |
| --- | ----------------------- | ----------------------- | ----------------------- | --------------------------- | ----------------------- | --------------------------- |
| 2021年 （令和3年） | x                       | 三段目付出100枚目 6–1   | 東三段目39枚目 6–1      | 西幕下52枚目 5–2            | 東幕下36枚目 5–2        | 西幕下21枚目 2–3–2          |
| 2022年 （令和4年） | 東幕下35枚目 優勝 7–0   | 東幕下3枚目 4–3         | 西幕下筆頭 4–3          | 西十両14枚目 8–7            | 東十両12枚目 6–9        | 西十両14枚目 9–6            |
| 2023年 （令和5年） | 東十両10枚目 9–6        | 東十両6枚目 11–4        | 東十両筆頭 優勝 14–1    | 東前頭13枚目 10–5 敢        | 東前頭5枚目 9–6         | 東前頭4枚目 8–7             |
| 2024年 （令和6年） | 東前頭3枚目 5–10        | 西前頭6枚目 10–5        | 西前頭2枚目 6–9         | 西前頭3枚目 5–10            | 西前頭6枚目 6–9         | 西前頭8枚目 11–4            |
| 2025年 （令和7年） | 東前頭3枚目 8–7         | 東前頭2枚目 7–8         | 西前頭2枚目 4–11        | 西前頭6枚目 9–6             | x                       | x                           |
| 各欄の数字は、「勝ち-負け-休場」を示す。 優勝 引退 休場 十両 幕下 三賞：敢=敢闘賞、殊=殊勲賞、技=技能賞 その他：★=金星 番付階級：幕内 - 十両 - 幕下 - 三段目 - 序二段 - 序ノ口 幕内序列：横綱 - 大関 - 関脇 - 小結 - 前頭（「#数字」は各位内の序列） |                         |                         |                         |                             |                         |                             |

## 合い口
2025年7月場所終了現在
（以下は最高位が横綱・大関の現役力士）
- 横綱・豊昇龍には2勝7敗。豊昇龍の横綱昇進後は2敗。
- 横綱・大の里には1勝5敗。大の里の大関在位中は3敗、横綱昇進後は対戦なし。
- 大関・琴櫻には1勝7敗。琴櫻の大関昇進後は1勝5敗。
- 元大関・髙安には4勝3敗。（不戦勝1を含む）
- 元大関・御嶽海には3勝1敗。
- 元大関・正代には2勝3敗。
- 元大関・朝乃山には1敗。
- 元大関・霧島には4勝3敗。霧島の大関在位中は2勝1敗。

（以下は最高位が横綱・大関の引退力士）
- 元横綱・照ノ富士には1勝2敗。（不戦勝1を含む）
- 元大関・貴景勝には2勝2敗。（不戦勝1を含む）

## 幕内対戦成績
| 力士名   | 勝数 | 負数 | 力士名   | 勝数 | 負数 | 力士名   | 勝数 | 負数 | 力士名 | 勝数 | 負数 |
| -------- | ---- | ---- | -------- | ---- | ---- | -------- | ---- | ---- | ------ | ---- | ---- |
| 朝乃山   | 0    | 1    | 熱海富士 | 2    | 2    | 阿炎     | 2    | 5    | 一山本 | 1    | 3    |
| 宇良     | 2    | 5    | 遠藤     | 1    | 3    | 欧勝馬   | 1    | 0    | 阿武咲 | 3    | 2    |
| 王鵬     | 4    | 1    | 大の里   | 1    | 5    | 輝       | 0    | 1    | 霧島   | 4    | 3    |
| 金峰山   | 1    | 1    | 琴恵光   | 2    | 0    | 琴櫻     | 1    | 7    | 琴勝峰 | 2    | 1    |
| 佐田の海 | 1    | 0    | 正代     | 2    | 3    | 湘南乃海 | 4    | 1    | 大栄翔 | 2    | 5    |
| 大翔鵬   | 1    | 0    | 貴景勝   | 2(1) | 2    | 隆の勝   | 5(1) | 2    | 髙安   | 4(1) | 4    |
| 宝富士   | 4    | 0    | 尊富士   | 2    | 2    | 玉鷲     | 2    | 2    | 美ノ海 | 1    | 1    |
| 千代翔馬 | 2    | 2    | 剣翔     | 2(1) | 0    | 照ノ富士 | 1(1) | 2    | 翔猿   | 8(1) | 1    |
| 錦木     | 0    | 2    | 錦富士   | 1    | 0    | 伯桜鵬   | 1    | 1    | 平戸海 | 2    | 4    |
| 豊昇龍   | 2    | 7    | 北勝富士 | 1    | 0    | 御嶽海   | 3    | 1    | 翠富士 | 5    | 2    |
| 妙義龍   | 1    | 1    | 明生     | 2    | 3    | 竜電     | 4    | 0    | 狼雅   | 3    | 0    |
| 若隆景   | 0    | 3    | 若元春   | 3    | 5    |          |      |      |        |      |      |

## 改名歴
- 西川 登輝（にしかわ とうき）2021年3月場所 - 2022年5月場所
- 豪ノ山 登輝（ごうのやま -）2022年7月場所 -